# Bas Smit
Sebastiaan (Bas) Smit (Gouda, 26 april 1981) is een Nederlandse ondernemer en influencer. Hij kreeg bij het grote publiek vooral naamsbekendheid door zijn grote populariteit op Instagram.

## Biografie
Smit is geboren en getogen in Gouda. Na een korte periode als student economie aan de Erasmus Universiteit in Rotterdam begon Smit zijn carrière als handelaar aan de Amsterdamse optiebeurs. Na dat een aantal jaren gedaan te hebben startte hij in 2005 in het vastgoed onder de hoede van ondernemer Roland Kahn, eigenaar van onder andere de kledingmerken CoolCat en MS Mode. 
Na ruim elf jaar begon Smit begin 2017 volledig voor zichzelf als ondernemer. Met zijn vrouw bezit hij rond de twintig bedrijven. Belangrijk onderdeel van het zakelijke succes van Smit is zijn bereik op social media – met meer dan 800.000 volgers op Instagram – dat hij inzet om een belang in ondernemingen te vergaren.
Daarnaast zet hij zich in als ambassadeur voor het Prinses Máxima Centrum voor kinderoncologie.

## Privé
Bas Smit is getrouwd met actrice en presentatrice Nicolette van Dam. Samen hebben ze twee dochters.

### Bestseller 60
| Boeken met noteringen in de Nederlandse Bestseller 60 | Jaar van verschijnen | Datum van binnenkomst | Hoogste positie | Aantal weken | Opmerkingen                           |
| ----------------------------------------------------- | -------------------- | --------------------- | --------------- | ------------ | ------------------------------------- |
| Nederland heeft Alles                                 | 2021                 | 14-07-2021            | 1(1wk)          | 7            | in samenwerking met Nicolette van Dam |
| Amsterdam heeft Alles                                 | 2022                 | 13-07-2021            | 2               | 1            | in samenwerking met Nicolette van Dam |